# Christian Gottlieb Selle
Christian Gottlieb Selle, född 7 oktober 1748 i Stettin, död 9 november 1800 i Berlin, var en tysk läkare.
Selle blev efter studier i Göttingen medicine doktor 1770 i Halle an der Saale på avhandlingen Methodi febrium naturalis rudimenta, utgav 1773 det även utomlands berömda arbetet Rudimenta pyretologæ methodicæ och verkade sedan 1777 som läkare i Berlin, där han författade de ryktbara Medicina clinica (1781) och Neue Beyträge zur Natur- und Arzneywissenschaft (tre band, 1782-86) med beaktansvärda utredningar av barnsängsfebern. Selle var livmedikus hos Fredrik II av Preussen och från 1798 direktor vid Collegium medico-chirurgicum. År 1790 blev han ledamot av svenska Vetenskapsakademien.